# Liste der Kulturdenkmale in Wethau
In der Liste der Kulturdenkmale in Wethau sind alle Kulturdenkmale der Gemeinde Wethau und ihrer Ortsteile aufgelistet. Grundlage ist das Denkmalverzeichnis des Landes Sachsen-Anhalt, das auf Basis des Denkmalschutzgesetzes des Landes Sachsen-Anhalt vom 21. Oktober 1991 durch das Landesamt für Denkmalpflege und Archäologie Sachsen-Anhalt erstellt und seither laufend ergänzt wurde (Stand: 31. Dezember 2019).

## Kulturdenkmale nach Ortsteilen

### Gieckau
| Lage                  | Bezeichnung            | Beschreibung | Erfassungs- nummer | Ausweisungsart | Bild |
| --------------------- | ---------------------- | ------------ | ------------------ | -------------- | ---- |
| Dorfstraße (Karte)    | Kriegerdenkmal Gieckau |              | 094 95654          | Baudenkmal     | BW   |
| Dorfstraße 5 (Karte)  | Bauernhof              |              | 094 95653          | Baudenkmal     | BW   |
| Dorfstraße 19 (Karte) | Bauernhof              |              | 094 95652          | Baudenkmal     | BW   |

### Pohlitz
| Lage                  | Bezeichnung | Beschreibung | Erfassungs- nummer | Ausweisungsart | Bild |
| --------------------- | ----------- | ------------ | ------------------ | -------------- | ---- |
| Dorfstraße 20 (Karte) | Mühle       | Teichmühle   | 094 95655          | Baudenkmal     | BW   |

### Schmerdorf
| Lage                                         | Bezeichnung    | Beschreibung | Erfassungs- nummer | Ausweisungsart | Bild |
| -------------------------------------------- | -------------- | ------------ | ------------------ | -------------- | ---- |
| 15,16,17 (Karte)                             | Wohnhaus       |              | 107 05057          | Denkmalbereich | BW   |
| 3 (Karte)                                    | Bauernhof      |              | 107 05053          | Baudenkmal     | BW   |
| 7 (Karte)                                    | Wohnhaus       |              | 107 05054          | Baudenkmal     | BW   |
| 8 (Karte)                                    | Bauernhof      |              | 107 05055          | Baudenkmal     | BW   |
| bei Nr. 15 in Mauerstück eingemauert (Karte) | Inschrifttafel |              | 107 05056          | Kleindenkmal   | BW   |

### Wethau
| Lage                                       | Bezeichnung       | Beschreibung | Erfassungs- nummer | Ausweisungsart | Bild           |
| ------------------------------------------ | ----------------- | ------------ | ------------------ | -------------- | -------------- |
| Friedensstraße 1, Schulstraße 1, 2 (Karte) | Platz             |              | 094 83512          | Denkmalbereich | Platz          |
| Friedensstraße 5 (Karte)                   | Bauernhof         |              | 094 83515          | Baudenkmal     | Bauernhof      |
| Hauptstraße (Karte)                        | Dorfkirche Wethau | Kirche       | 094 83516          | Baudenkmal     | Weitere Bilder |
| Hauptstraße                                | Kriegerdenkmal    |              | 094 83517          | Baudenkmal     | Kriegerdenkmal |
| Hauptstraße                                | Kriegerdenkmal    |              | 094 83518          | Baudenkmal     |                |
| Hirtengraben 10 (Karte)                    | Wohnhaus          |              | 094 83513          | Baudenkmal     | BW             |
| Langer Berg 14 (Karte)                     | Wohnhaus          |              | 094 83514          | Baudenkmal     | BW             |
| Mühle 1, 2 (Karte)                         | Mühle             | Bachmühle    | 094 83511          | Baudenkmal     | BW             |
| Untergasse 12 (Karte)                      | Inschriftstein    |              | 094 83510          | Baudenkmal     | BW             |

## Ehemalige Kulturdenkmale nach Ortsteilen
Die nachfolgenden Objekte waren ursprünglich ebenfalls denkmalgeschützt oder wurden in der Literatur als Kulturdenkmale geführt. Die Denkmale bestehen heute jedoch nicht mehr, ihre Unterschutzstellung wurde aufgehoben oder sie werden nicht mehr als Denkmale betrachtet.

### Schmerdorf
| Lage      | Bezeichnung | Beschreibung                                                        | Erfassungs- nummer | Ausweisungsart | Bild |
| --------- | ----------- | ------------------------------------------------------------------- | ------------------ | -------------- | ---- |
| 1 (Karte) | Wohnhaus    | Wohnhaus, nach Abbruch 2019 aus dem Denkmalverzeichnis ausgetragen. | 107 05052          | Baudenkmal     | BW   |

## Legende
In den Spalten befinden sich folgende Informationen:
- Lage: Nennt den Straßennamen und wenn vorhanden die Hausnummer des Kulturdenkmals. Die Grundsortierung der Liste erfolgt nach dieser Adresse. Der Link „Karte“ führt zu verschiedenen Kartendarstellungen und nennt die geographischen Koordinaten.
Link zu einem Kartenansichtstool, um Koordinaten zu setzen. In der Kartenansicht sind Baudenkmale ohne Koordinaten mit einem roten bzw. orangen Marker dargestellt und können in der Karte gesetzt werden. Baudenkmale ohne Bild sind mit einem blauen bzw. roten Marker gekennzeichnet, Baudenkmale mit Bild mit einem grünen bzw. orangen Marker.
- Offizielle Bezeichnung: Nennt den Namen, die Bezeichnung oder zumindest die Art des Kulturdenkmals und verlinkt, soweit vorhanden, auf den Artikel zum Objekt.
- Beschreibung: Nennt bauliche und geschichtliche Einzelheiten des Kulturdenkmals, vorzugsweise die Denkmaleigenschaften.
- Erfassungsnummer: Für jedes Kulturdenkmal wird in Sachsen-Anhalt eine 20stellige Erfassungsnummer vergeben. Die letzten zwölf Ziffern werden für die Untergliederung nach Teilobjekten genutzt und werden nur angegeben, soweit vergeben. In dieser Spalte kann sich folgendes Icon  befinden, dies führt zu Angaben zu diesem Baudenkmal bei Wikidata.
- Ausweisungsart: Die Einordnung des Denkmales nach § 2 Abs. 2 DenkmSchG LSA
- Bild: Ein Bild des Denkmales, und gegebenenfalls einen Link zu weiteren Fotos des Kulturdenkmals im Medienarchiv Wikimedia Commons. Wenn man auf das Kamerasymbol klickt, können Fotos zu Kulturdenkmalen aus dieser Liste hochgeladen werden: